# MÁV 398
A MÁV 398 sorozatba három keskenynyomtávú szertartályos gőzmozdony tartozott. Kettőt a Magyar Királyi Állami Vasgyárak, egyet a Weitzer gyár készített 1906-ban. Az egyik budapesti gyártású mozdony eredetileg 600 mm-es nyomtávval készült, 1908-ban építették át 760 mm-esre, amikor a Nyírvidéki Kisvasúthoz került.
A típus első példányát a Gyulavidéki HÉV (GyVHÉV) vásárolta 1906-ban a Magyar Királyi Állami Vasgyáraknál és a GYULA IV pályaszámon állt üzembe. A GyVHÉV üzemeltetését 1908-ban a MÁV vette át, ettől kezdve a mozdony a MÁV cégjelet viselte és az államvasút nyilvántartásaiban mint az „1881. gyári számú mozdony” szerepelt. A mozdony az 1911. évi átszámozás során a 398 sorozatjelet és a 001-es folyószámot, azaz a 398,001 pályaszámot kapta.
Az egyetlen Weitzer-gyártású ilyen mozdony az AEGV számára épült, amely a 6 pályaszámon vette állagba, majd 1912-ben 3III-ra számozta át, végül 1945-ben MÁV-nál a 398,002 pályaszámot kapta.
A harmadik mozdony Melik & Markovics cég számára készült a Magyar Királyi Állami Vasgyáraknál 1906-ban és a LAJOS néven állt szolgálatba.  Ezt követően a Nyírvidéki Kisvasúthoz (NyVKV) került, ahol rövidesen a  12 pályaszámot kapta. 1940-ben a MÁV bérbe vette és 1941-től a 398,101 pályaszámon üzemeltette. A bérlet lejárta után a NyVKV-nál visszakapta 12 pályaszámát, majd kisvasút államosítását követően a végleg a MÁV-hoz került, ahol 1950-ben 398,003 lett a pályaszáma.
A mozdonyokat 1960-ban, illetve 1961-ben selejtezték.